# 加賀谷富太郎
加賀谷 富太郎（かがや とみたろう、1872年9月5日（明治5年8月3日） - 没年不詳）は明治時代の銀行家。第四十八国立銀行などを歴任した。

## 経歴
秋田県に福田甚助の二男として、1872年（明治5年）に生まれる。1893年（明治26年）加賀谷富太郞の養子となる。1905年（明治38年）家督を相続する。前名農之助を改め、富太郎を襲名する。第四十八国立銀行取締役となる。

## 家族・親族
- 妻：タツ（先代加賀谷富太郎の長女）
- 長女：ツネ (夫・勝治の弟・恒七の義姉妹は衆議院議員 阿由葉鎗三郎娘かつ貴族院議員 阿由葉吟次郎養孫)[2][3]
- 遠縁：片野重脩 (衆議院議員)